# Alcantarea imperialis
Alcantarea imperialis is een soort uit de bromeliafamilie. Deze bromelia groeit met een overspanning van meer dan 1,5 meter; echter kan het tien jaar duren voordat dit formaat wordt bereikt. De dikke bloempiek wordt tot 3,5 meter hoog en produceert honderden licht geurige, romige witte bloemen. De groene, licht geribde bladeren zijn vrij leerachtig en taai, met een onderscheidend wasachtige uitscheiding over het oppervlak, waardoor het van een afstand een blauwe gloed krijgt.

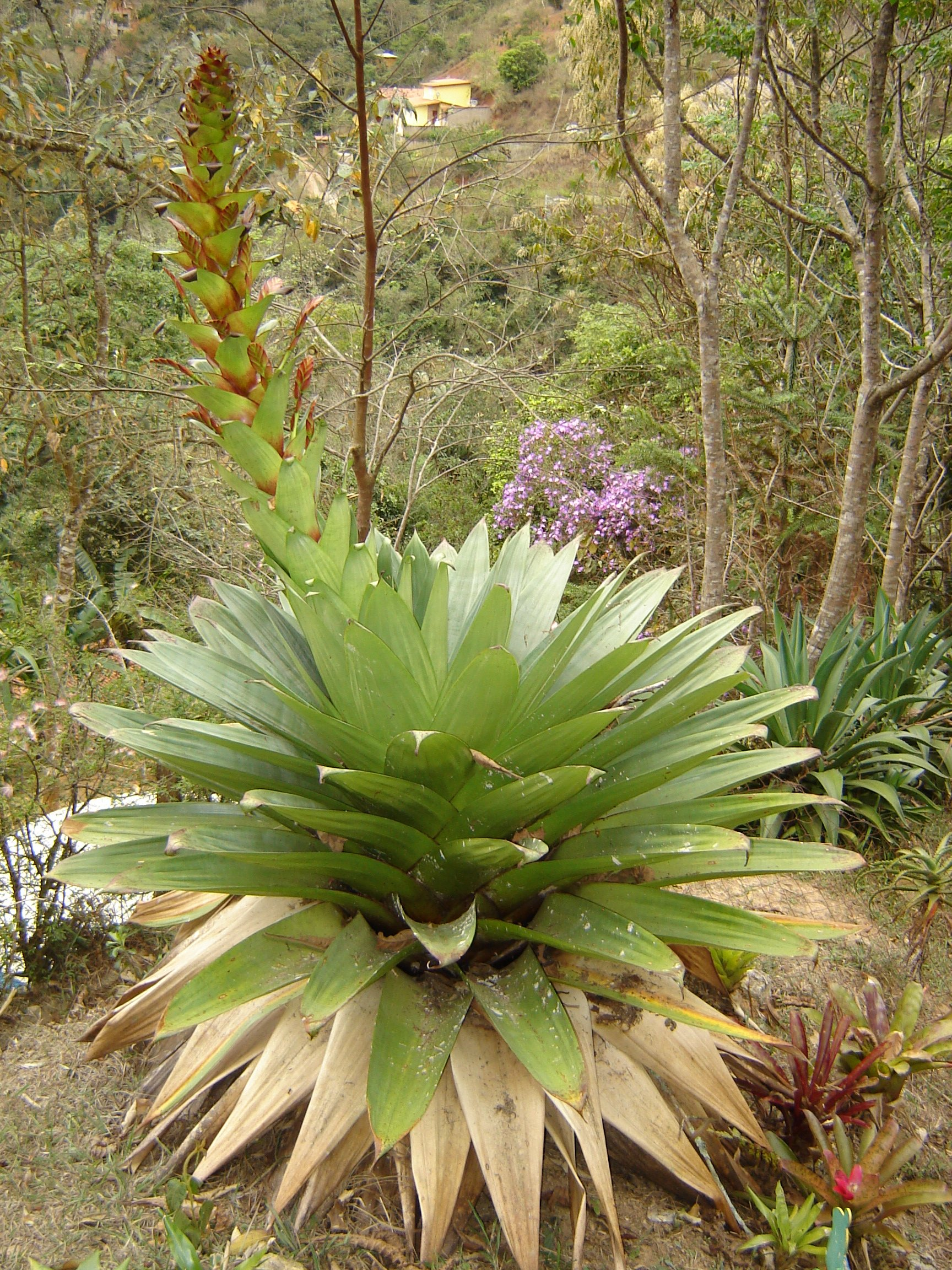